# Kolenovići
Kolenovići (en serbe cyrillique : Коленовићи) est un village du nord-est du Monténégro, dans la municipalité de Gusinje .

## Démographie

### Évolution historique de la population
| 1948 | 1953 | 1961 | 1971 | 1981 | 1991 | 2003 |
| ---- | ---- | ---- | ---- | ---- | ---- | ---- |
| 275  | 287  | 342  | 369  | 449  | 442  | 257  |